# Julieta Castellanos
Julieta Gonzalina Castellanos Ruiz (San Francisco de Becerra, Olancho, 8 de enero de 1954) es una socióloga y académica hondureña. Ejerció el cargo de rectora de la Universidad Nacional Autónoma de Honduras (UNAH) entre 2009 y 2017. Desde su posición académica, Castellanos fundó el Observatorio de la Violencia (OV/IUDPAS) en la UNAH, como parte del Instituto Universitario en Democracia, Paz y Seguridad (IUDPAS), centro que recoge y analiza datos sobre la violencia en Honduras. Fue considerada por la revista Forbes como una de las 50 mujeres más poderosas de Centroamérica y por la revista Foreign Policy como uno de los 100 pensadores más influyentes del mundo.

## Biografía
Julieta Castellanos nació en San Francisco de Becerra del departamento de Olancho, el 8 de enero de 1954. Sus padres son Rafael Castellanos, originario de Santa Bárbara, y Ernestina Ruiz de Olancho. Se graduó de Bachiller en Ciencias y Letras Tegucigalpa, realizó sus estudios superiores a nivel de grado en la Universidad de Costa Rica (UCR), obteniendo el título de Licenciada en Sociología.

## Trayectoria profesional
Julieta Castellanos desempeñó numerosos cargos, entre ellos: Catedrática Titular III en la Universidad Nacional Autónoma de Honduras (1978-2002); Presidente de la Asociación de Profesores del Centro Universitario de Estudios Generales (AP-CUEG) en 1986; Jefa del Departamento de Ciencias Sociales de la UNAH;  Presidente de la Asociación de Docentes de la UNAH (ADUNAH), entre 1997 y 2012; Coordinadora del Observatorio de la Violencia (OV-IUDPAS) de la UNAH, desde 2005; Consultora de la Fundación Arias para el Progreso Humano; Consultora de la Oficina de Washington para América Latina (WOLA); Investigadora Asociada del Centro de Documentación de Honduras (CEDOH), entre otros cargos. Fue además miembro de la Comisión de la Verdad y la Reconciliación en Honduras, que tuvo como propósito esclarecer los hechos tras el Golpe de Estado en Honduras de 2009.
Castellanos es autora de diversos libros y ensayos y se ha destacado por su aporte a la academia y a la generación del conocimiento en el país. Entre sus obras destacan: Violencia y Reforma Policial en Honduras (2013), Política y Desarrollo en Honduras (2006), Corrupción y Transparencia en Honduras (2002).

## Rectoría
Castellanos se desempeñaba como Coordinadora del Observatorio de la Violencia de la UNAH y directora del Instituto Universitario en Democracia, Paz y Seguridad, que funciona en la universidad con el apoyo del PNUD; cuando, en 2009 fue elegida Rectora de la Universidad Nacional Autónoma de Honduras, por un período de cuatro años.
El período de cuatro años de Julieta Castellanos como rectora de la UNAH finalizó en abril de 2013, sin embargo, esta quedó como rectora interina por un período de dos meses mientras se eligió al próximo titular de la universidad. Tras las reformas a la Ley Orgánica de la UNAH el 19 de marzo del mismo año, que permitieron la reelección del rector por un periodo más, Castellanos presentó su postulación para un nuevo período. La Junta de Dirección Universitaria (JDU), acordó su reelección por el periodo 2013-2017, cargo que asumió a partir del 25 de septiembre.
Julieta Castellanos ha sido firme en mantener una universidad laica en la que no haya injerencias religiosas ni privilegios a los participantes de cualquier religión, y en la que las enseñanzas religiosas se mantengas fuera de las aulas. También se ha pronunciado a favor de la promoción del respeto a la diversidad de preferencias sexuales.
Durante su rectoría la UNAH paso de estar bajo la posición 300 en la clasificación latinoamericana de universidades elaborada por Quacquarelli Symonds a ocupar la posición 171 en 2016, mientras continúa ocupando la posición 701+ en la clasificación global de universidades.

### Reformas
En octubre de 2013, se presentó un informe con recomendaciones de reformas académicas al Consejo Universitario, órgano máximo de dirección de la UNAH, conformado por 57 miembros representantes de los tres sectores de la comunidad universitaria: autoridades, docentes y estudiantes. Este fue aprobado el 17 de diciembre, con 49 votos a favor y 4 en contra. Entre las principales reformas estaban la eliminación del nombre de los catedráticos al momento de matricular para evitar la sobrecarga de estudiantes en algunas secciones, la reducción del tiempo de ajuste de matrícula a una semana, la ampliación de horarios de clase y la eliminación del modelo académico de dos periodos largos y uno corto cada año, por tres periodos de igual duración (15 semanas).
El 13 de enero de 2015 entraron en vigencia las nuevas Normas Académicas de la UNAH, con las que, entre otras cosas, se aumentó el índice de aprobación de una clase de 60% a 70% y se limitó a 3 veces la oportunidad de repetir una clase. Las mismas se discutían desde junio de 2014 y fueron objeto de protestas estudiantiles. Antes de estas, la universidad no contaba con sus propias normas.

### Protestas universitarias
2014

En mayo de 2014, un grupo de estudiantes de la facultad de Ciencias Jurídicas recolectaron firmas para presentar un escrito oponiéndose al ajuste del tiempo de matrícula y la eliminación del nombre del docente al momento de matricular, ambas medidas aprobadas en diciembre del año pasado.
El 24 de julio, grupos estudiantiles protestaron dentro y fuera de Ciudad Universitaria, impidiendo la realización de una sesión del Consejo Universitario para discutir los artículos de la nuevas Normas Académicas, oponiéndose a algunos de estos artículos y alegando falta de auténtica representación estudiantil. Días después, la protesta se replicó en la Universidad Nacional Autónoma de Honduras del Valle de Sula (UNAH-VS), donde 3 estudiantes se tomaron las instalaciones, siendo posteriormente acusados por las autoridades ante el Ministerio Público.
Las protestas continuaron en el centro regional del Valle de Sula durante octubre y noviembre, ahora también en rechazo a la "criminalización a la protesta". También hubo una toma de 16 días a dichas instalaciones y otra a edificios de Ciudad Universitaria en Tegucigalpa, en apoyo. Producto de estas, las autoridades universitarias decidieron expulsar de manera temporal a 5 estudiantes en Ciudad Universitaria y a unos 10 en la UNAH-VS, quienes luego fueron reintegrados gracias a un fallo de la Corte Suprema de Justicia.
2015

Ese año la manzana de la discordia fue la "tabla de unidades valorativas" que formó parte de las regulaciones académicas aprobadas en junio. La misma limitaba la cantidad de unidades valorativas, y por ende de clases que un estudiante puede matricular por periodo, según su índice académico. Meses antes de su aprobación hubo manifestaciones y protestas en contra en Ciudad Universitaria. Luego de ser aprobadas, el 1 de julio estudiantes de odontología se tomaron las instalaciones de la Universidad Nacional Autónoma de Honduras del Valle de Sula (UNAH-VS) para pedir la derogación de la tabla. En el transcurso del mes, se replicaron las tomas en el Centro Universitario Regional del Litoral Atlántico (CURLA), el Centro Universitario Regional Nor-Oriental (CURNO) y Ciudad Universitaria. Todas estas, con consecuencias legales para 14 estudiantes implicados a nivel nacional.
Ciudad Universitaria permaneció tomada 10 días y la UNAH-VS 23, provocando la cancelación del segundo periodo de Odontología en esta última. Luego de esto, las protestas continuaron en ambos centros impidiendo la realización normal de las clases, hasta que el 31 de julio el Consejo Universitario aprobó la modificación de la tabla, en medio de protestas alegando unilateralidad en la decisión. Posteriormente, las autoridades universitarias, a través de una comisión, mantuvieron un diálogo con los representantes de las distintas facultades para solventar diversas problemáticas, que se extendió hasta noviembre.
2016

A finales de mayo las tomas y protestas regresaron a la universidad, tanto en la UNAH-VS como en Ciudad Universitaria, exigiendo nuevamente la derogación de las nuevas normas académicas. Tras permanecer una semana tomada la UNAH-VS y hallarse tomado también el Centro Universitario Regional del Centro (Curc), las autoridades decidieron cancelar la Prueba de Aptitud Académica a realizarse el 19 de junio. Días después anunciaron la cancelación del segundo periodo de la carrera de odontología para UNAH-VS y Ciudad Universitaria, y posteriormente, el 15 de julio, la cancelación definitiva del segundo periodo académico en Ciudad Universitaria, tras más de 40 días de tomas lideradas por el Movimiento Estudiantil Universitario (MEU) y con 75 protestantes acusados ante la justicia por el delito de usurpación. Tras la firma de un acuerdo entre los estudiantes y las autoridades, el 1 de agosto comenzó un nuevo periodo académico en Ciudad Universitaria, habiéndose acordado un tercer periodo intensivo en los demás centros regionales, los cuales no perdieron muchas clases por las tomas. Las partes acordaron la suspensión de las normas para su discusión, la entrega de los edificios tomados, la anulación de los juicios en los tribunales contra los 75 estudiantes y estar dispuestos a resolver la problemática universitaria con plazo hasta febrero de 2017.
2017

Desde principios de marzo el Movimiento Estudiantil Universitario (MEU) venía advirtiendo sobre nuevas protestas debido al incumplimiento de las autoridades a lo acordado el año pasado. A principios de mayo, unos 20 miembros del mismo protestaron frente a Ciudad Universitaria exigiendo la realización de elecciones estudiantiles para tener representación en el Consejo Universitario, y así poder influir en el nombramiento de la nueva Junta de Dirección Universitaria, la cual a su vez escogerá al siguiente rector. La madrugada del 25 del mismo mes, la policía capturó a 20 estudiantes del MEU que irrumpieron y causaron daños materiales en el edificio administrativo de la UNAH como una forma de protesta por el juicio realizado contra tres ex-estudiantes que participaron en las tomas de 2015. Los mismos fueron judicializados por delitos de daños y privación de libertad; mientras que las autoridades universitarias le cancelaron una beca a uno de ellos y posteriormente expulsaron por 15 periodos académicos a 19. Luego de la sentencia condenatoria contra estos, el 12 de junio miembros del MEU protestaron frente a Ciudad Universitaria, y al día siguiente cerraron brevemente los portones de la misma.

El 19 de junio, el MEU inició una serie de tomas continuas exigiendo la renuncia de la rectora, participación estudiantil y la no criminalización de sus protestas; habiendo muchos estudiantes en contra de las tomas. El 5 de julio, además, estudiantes de la UNAH-VS se sumaron a la protesta tomándose las instalaciones de ese centro educativo regional. Dos semanas después, el MEU presentó una iniciativa ciudadana al parlamento hondureño para que legisle a favor de la creación de un Gobierno Universitario Provisional con autonomía financiera y administrativa. El mismo estaría conformado por representantes estudiantiles propuestos por el MEU y otros representantes universitarios, tendría un período de duración de un año, en el cual asumiría las funciones del Consejo Universitario, la Junta de Dirección Universitaria, la Rectoría y Vicerrectorías; haría una evaluación de las reformas universitarias y de la anterior gestión, atendería las impugnaciones de la comunidad universitaria y estaría observado por comisionados de derechos humanos. Este nuevo periodo de tomas concluyó después que una Comisión del Congreso Nacional determinara derogar el artículo 46-2013 que le da poderes especiales a la rectora y reformar un artículo de la ley orgánica de la UNAH en donde establecía que la rectora debe proponer a la nueva dirección de la Junta Universitaria, la que escoge al rector. También ordenó a las autoridades universitarias elaborar un reglamento electoral estudiantil y al Tribunal Electoral que elaboren un reglamento que rija la elección de los representantes estudiantiles en el Consejo Universitario. Los protestantes que mantenían la toma de Ciudad Universitaria fueron desalojados pacíficamente el 8 de septiembre y las clases se retomaron 3 días después con la continuación del segundo periodo que había quedado suspendido. Debido a las amenazas de tomas del MEU pocos estudiantes atendieron el llamado a clases el primer día, durante el cual hubo tomas en Ciudad Universitaria y la UNAH-VS.

La rectora Julieta Castellanos dijo que la Universidad cumplió con los acuerdos pactados con los estudiantes y que se mantiene abierta al diálogo; que no renunciará por presiones y que tampoco busca la reelección. Ha respondido a los cuestionamientos de representantes de derechos humanos, acusándolos de injerirse para promover la impunidad a favor de miembros del MEU. Además ha acusado a diputados, organizaciones jesuitas y sobre todo a miembros del Partido Libre de apoyar y financiar a los miembros del MEU, a quienes a su vez ha acusado de seguir agendas político-electorales.

## Reconocimientos

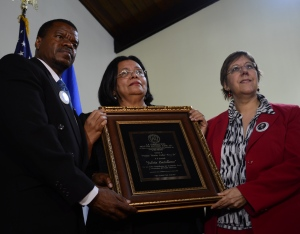
Premio Otorgado por la embajada de Estados Unidos a Julieta Castellanos.

- 2012: Premio Martín Luther King. Jr., por su lucha contra la corrupción, por la depuración de la policía nacional y el respeto a los derechos humanos.
- 2013: Premio Internacional a las Mujeres de Coraje, otorgado por el Departamento de Estado de los Estados Unidos, por su lucha contra la violencia y la corrupción.[73]

## Obras
- Violencia y Reforma Policial en Honduras. 2013
- Política y Desarrollo en Honduras. 2006-2009. “Corrupción y Estado de Derecho” PNUD 2006
- Honduras: El Estado de la Corrupción. FOPRIDEH. 2005
- Corrupción y Transparencia en Honduras. CEDOH. 2002
- Proceso Electoral 2001. Monitoreo desde la Sociedad Civil. CEDOH 2002.
- REFORMA Policial y Seguridad Ciudadana. Oficina de Washington para América Latina. Foro Ciudadano WOLA. 2001.
- Familia, Niñez Trabajadora y Escuela. Save the Children. 2001
- El Arsenal Invisible: Armas Livianas y Seguridad Ciudadana en la Posguerra Centroamericana.
- Fundación Arias Para la Paz y el Progreso Humano. 2001
- La Transición Militar: La Reforma Inconclusa. PNUD. 2001
- Gobernabilidad Democrática y Seguridad Ciudadana el caso de Honduras. CRIES 2003
- La Delincuencia Juvenil en Honduras. CEDOH 1998
- Ciudadanía y participación en Honduras. CEDOH 1996
- Corrupción y Democracia en Honduras. CEDOH 1995